# Olympic nationalpark
Olympic nationalpark ligger i delstaten Washington i USA. Nationalparken är uppdelad i två geografiskt åtskilda delar. Den västra delen är den mindre och belägen längs kusten mot Stilla havet. Den östra delen är åtskilligt större och områdets centralpunkt är berget Mount Olympus på 2 432 m över havet.
I den kustbelägna delen av nationalparken finns vad som definitionsmässigt kallas regnskog.

## Historia
Området fick sin första skyddsstatus 1909 när det under president Theodore Roosevelts ledning blev ett av landets nationalmonument. Den underart av vapiti, Cervus canadensis roosevelti, som är vanligast i regionen fick därför epitet roosevelti som hedrar presidenten. Året 1938 blev det ursprungliga monumentet en nationalpark. Parken upptogs dessutom 1976 som ett av UNESCO:s biosfärområde och 1981 blev nationalparken världsarv.

## Djurliv
Populationen av den ovan nämnda underarten av vapiti uppskattas med 6500 medlemmar. Andra däggdjur som är typiska för parkens centrala delar är svartsvanshjort, svartbjörn, prärievarg, mårddjur och puma. Murmeldjuret Marmota olympus lever endemisk i regionen. Däggdjurslivet vid och i havet kännetecknas av sälar, sjölejon, havsutter, späckhuggare och tumlare (Phocoenidae). Året 2008 återintroducerades fiskmård i parken. Ett problem är däremot snögeten (Oreamnos americanus) som blev införd under 1920-talet. Den äter växter som är viktiga för sluttningarnas stabilitet vad som kan leda till jordskred. Geten har även minst tre växter som föda som är endemiska för området.

## Bilder

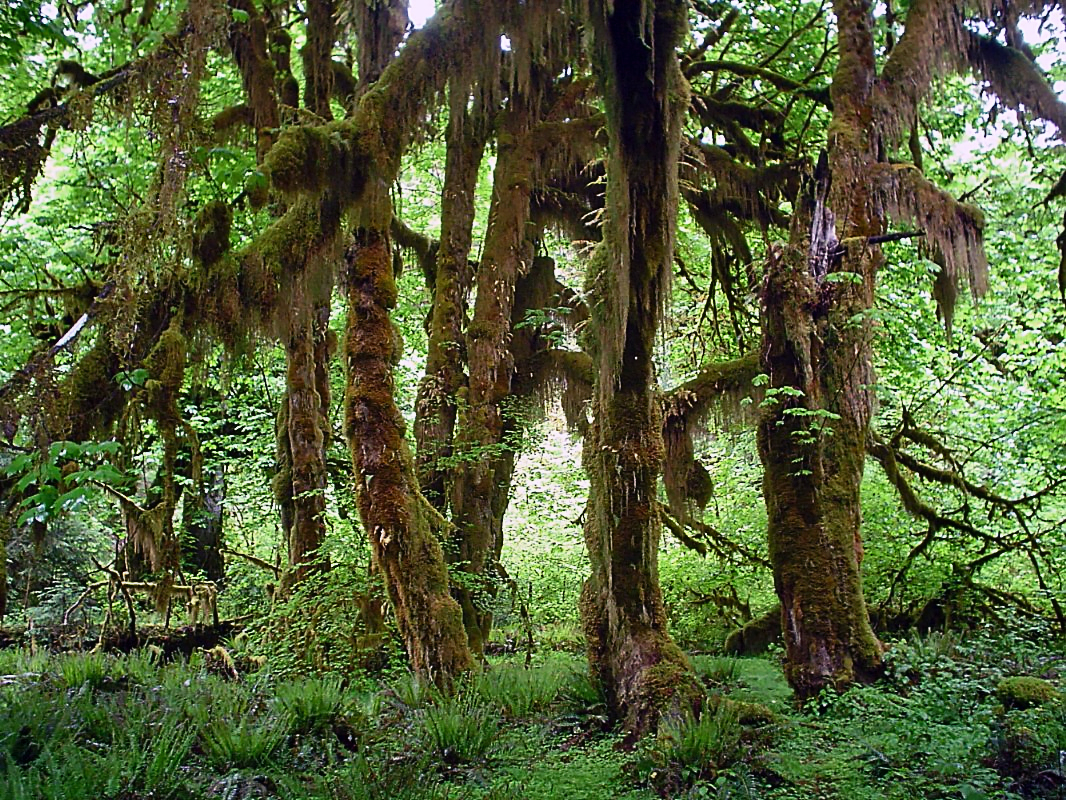
Olympic nationalpark, Hoh regnskogen
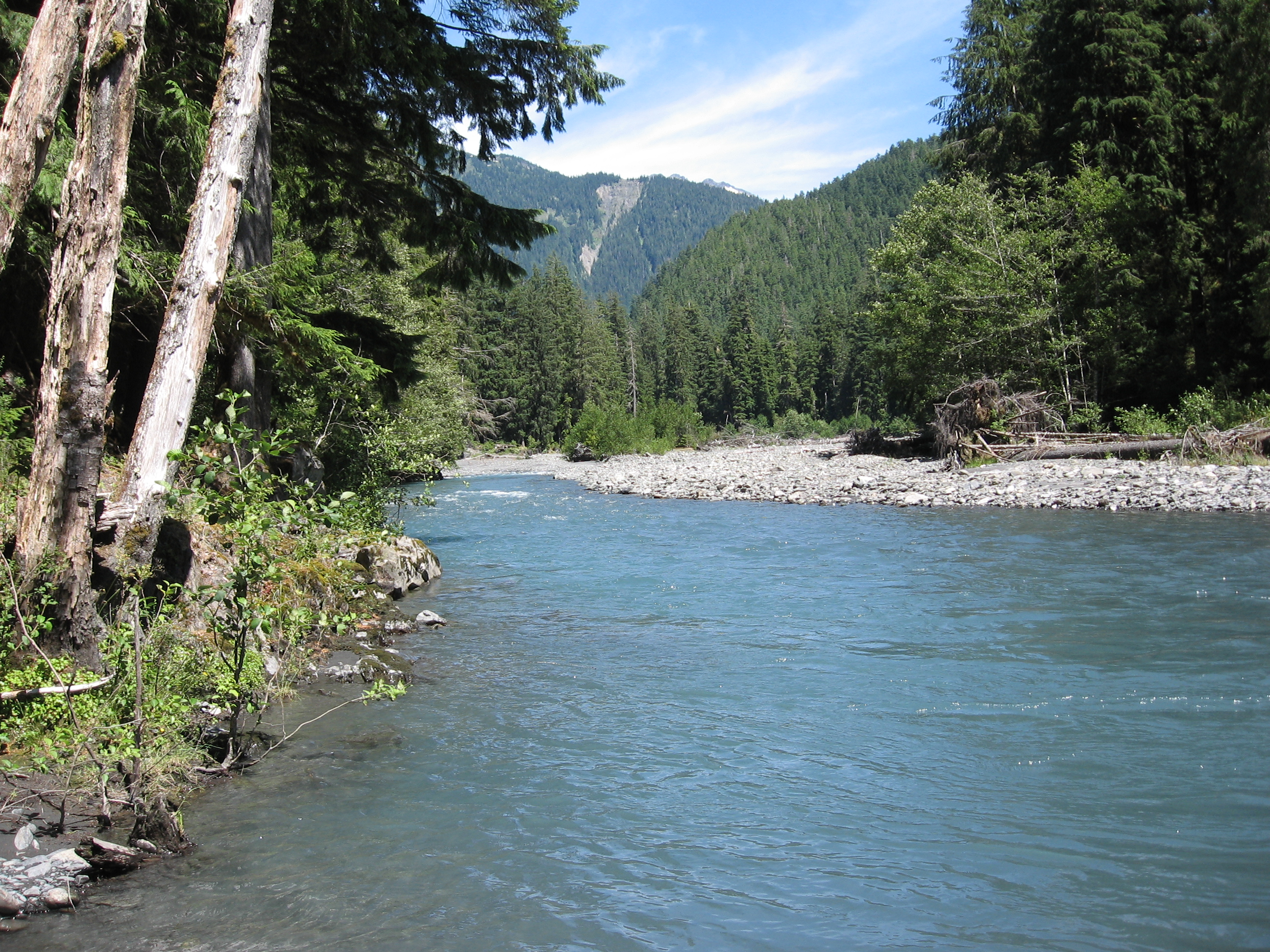
Queets River
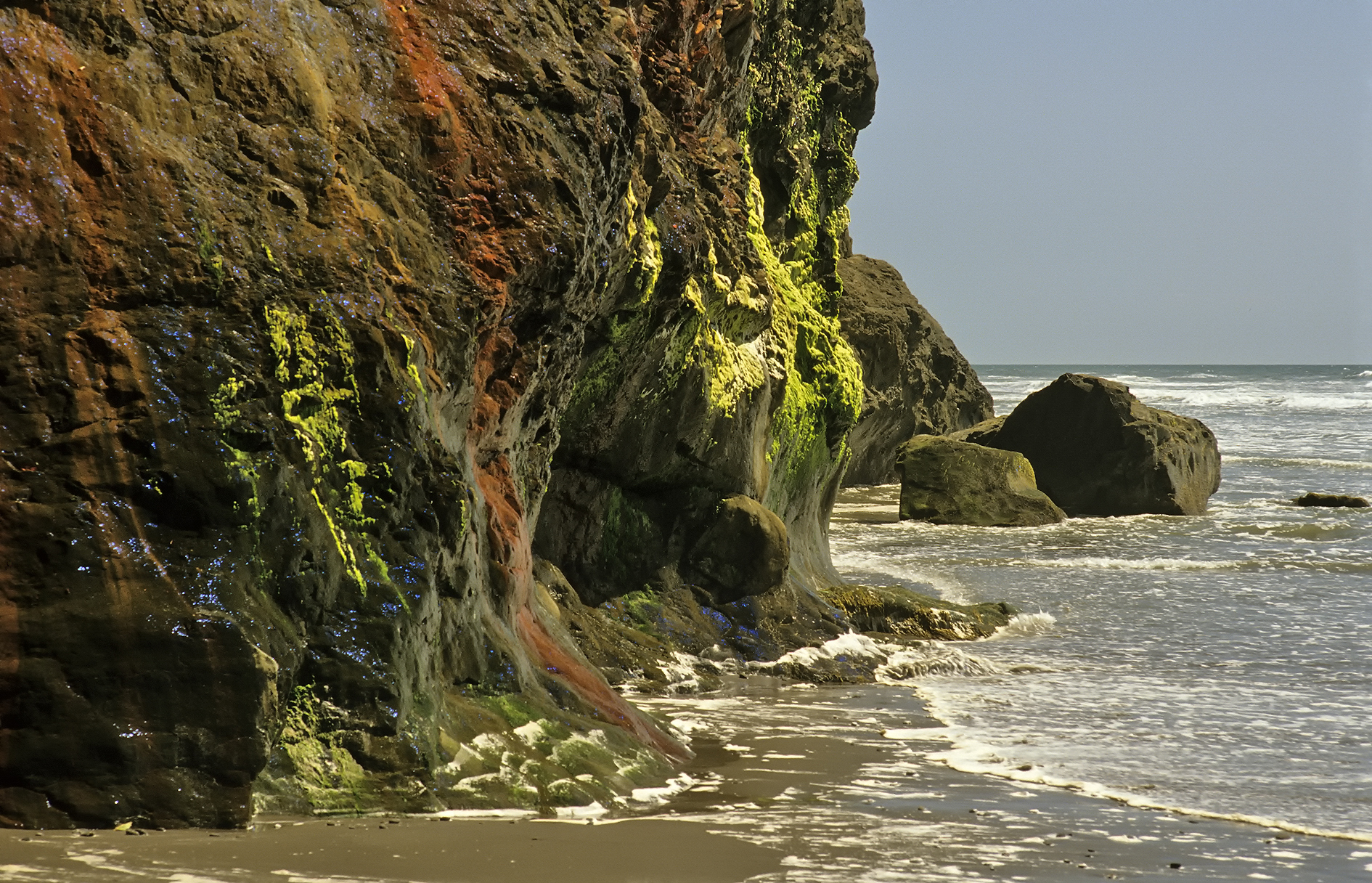
Rock face, Ruby Beach